# Superliga 2006/07 (Türkei)
Die Saison 2006/07 war die 15. Spielzeit der Superliga, der höchsten türkischen Eishockeyspielklasse. Meister wurde zum ersten Mal in der Vereinsgeschichte überhaupt Kocaeli Büyükşehir Belediyesi Kağıt SK. Der Şampiyon Spor Kulübü stieg in die 2. Liga ab, nachdem der Verein nach nur einer absolvierten Partie aufgrund fehlender Spieler bereits den Spielbetrieb eingestellt hatte.  

## Hauptrunde

### Modus
In der Hauptrunde absolvierte jede der acht Mannschaften insgesamt 14 Spiele. Der Erstplatzierte nach der Hauptrunde wurde Meister. Der Letztplatzierte stieg direkt in die 2. Liga ab. Für einen Sieg erhielt jede Mannschaft drei Punkte, bei einem Unentschieden gab es ein Punkt und bei einer Niederlage null Punkte.

### Tabelle
|    | Klub                                   | Sp | S  | U | N  | Tore   | Punkte |
| -- | -------------------------------------- | -- | -- | - | -- | ------ | ------ |
| 1. | Kocaeli Büyükşehir Belediyesi Kağıt SK | 14 | 13 | 0 | 1  | 198:32 | 39     |
| 2. | Polis Akademisi ve Koleji              | 14 | 13 | 0 | 1  | 131:31 | 39     |
| 3. | Anka Spor Kulübü                       | 14 | 8  | 1 | 5  | 48:77  | 25     |
| 4. | Başkent Yıldızları Spor Kulübü         | 14 | 7  | 1 | 6  | 66:68  | 22     |
| 5. | İstanbul Paten Spor Kulübü             | 14 | 6  | 0 | 8  | 40:72  | 18     |
| 6. | Büyükşehir Belediyesi Ankara SK        | 14 | 4  | 1 | 9  | 36:103 | 13     |
| 7. | TED Ankara Kolejliler SK               | 14 | 3  | 1 | 10 | 36:94  | 10     |
| 8. | Şampiyon Spor Kulübü                   | 14 | 0  | 0 | 14 | 2:80   | 0      |

Sp = Spiele, S = Siege, U = Unentschieden, N = Niederlagen